# 20è Congrés Nacional del Partit Comunista de la Xina
El 20è Congrés Nacional del Partit Comunista Xinès (PCX), comunament conegut en xinès com 二十大 Èrshí Dà, va començar a Pequín el 16 d'octubre de 2022 i va finalitzar el 22 d'octubre, sis dies després. El Congrés del PCX va escollir els membres de la Comissió Central d'Inspecció de Disciplina i va escollir el 20è Comitè Central del PCX. L'endemà de la clausura del Congrés, es va celebrar el 1r Ple del Comitè Central que va aprovar la composició del Politburó del PCX i el seu Comitè Permanent, l'òrgan de decisió més poderós del partit i del país.
El secretari general del PCX, Xi Jinping, va aconseguir un tercer mandat sense precedents com a màxim líder de la Xina al Congrés. El seguirà el 21è Congrés Nacional del PCX l'any 2027.

## Antecedents i preparació
Els preparatius per al 20è Congrés Nacional van començar el 2021 i van acabar amb una sessió plenària del 19è Comitè Central, pocs dies abans del 20è Congrés Nacional. Les eleccions per als delegats del 20è Congrés Nacional del Partit Comunista Xinès van començar el novembre de 2021, mateix moment en què es van rebre i esmenar els documents del partit. Finalment, el 25 de setembre de 2022, un total de 2.296 delegats van ser escollits per representar els 96,7 milions de membres Partit.
El maig de 2022, l'Oficina General del PCX va emetre un conjunt de reglaments advertint als membres jubilats que no fessin cap comentari polític "negatiu" o discussió sobre les polítiques del partit abans del 20è Congrés Nacional, amenaçant que les violacions de les normes disciplinàries serien tractades seriosament.
El setembre de 2022, els rumors d'un cop d'estat es van estendre per les xarxes socials, però van desaparèixer després que Xi Jinping reaparegués dies després.
El 15 d'octubre de 2022, una reunió preparatòria del congrés del partit presidida pel secretari general del PCC, Xi Jinping, va escollir el Presidium del 20è Congrés Nacional del Partit Comunista Xinès i el Comitè de Revisió de Qualificacions. A la reunió, es va decidir que Wang Huning actuaria com a secretari general del congrés. El mateix dia, el presidi del Congrés Nacional, presidit per Wang Huning, va celebrar la seva primera sessió.

### Protestes
El 13 d'octubre de 2022, tres dies abans de l'obertura del Congrés Nacional, va tenir lloc una protesta al pont Sitong de Beijing. La protesta va ser contra Xi Jinping i les seves polítiques i es va realitzar durant un període en el qual les autoritats imposaven un control extremadament estricte sobre les protestes i la dissidència.
Posteriorment van aparèixer protestes similars a altres ciutats de la Xina i d'arreu del món, que finalment no van tenir rellevància a nivell nacional ni internacional.

## Discurs d'obertura
El dia de la inauguració del congrés, Xi va pronunciar un discurs durant uns 104 minuts, aproximadament la meitat de temps si el comparem amb el seu discurs al 19è Congrés. Durant el discurs, va defensar la política de zero-COVID de la Xina durant la pandèmia de COVID-19 a la Xina; va dir que Hong Kong havia tingut "una transició important del caos al control"; va defensar la "reunificació pacífica" de Taiwan, però va prometre no renunciar a l'ús de força si calia; va defensar la "prosperitat comuna" i va denunciar la corrupció. Sobre la posició de la Xina a l'escenari mundial, va dir que "la influència, l'atractiu i el poder internacional de la Xina per donar forma al món han augmentat significativament". En general, es va dir que el discurs mostrava continuïtat política més que canvi.

## Revisions de la constitució del partit
El Congrés va aprovar diverses esmenes a la Constitució del PCX, com ara l'oposició al separatisme de Taiwan, afirmant que el Partit és la força màxima per al lideratge polític, va incloure conceptes sobre la modernització a l'estil xinès, la prosperitat comuna i la democràcia popular.

## Canvis de lideratge

### Comissió Permanent del Politburó
El secretari general del PCC, Xi Jinping, va aconseguir un tercer mandat sense precedents com a líder de la Xina. Els membres recentment elegits del Comitè Permanent del 20è Politburó a més de Xi van ser, en els seus ordres de preferència:
- Li Qiang (nascut el 1959): vist com un aliat proper de Xi, Li és el secretari del Partit Comunista de Xangai des del 2017 i s'espera que succeeixi Li Keqiang com a primer ministre xinès el 2023. Considerat promotor del lliure mercat, va rebre crítiques per la seva gestió del bloqueig de dos mesos de Xangai a causa d'un brot de coronavirus.
- Zhao Leji (nascut el 1957): abans membre de 6è rang del PSC i secretari del CCID, s'espera que succeeixi a Li Zhanshu com a president del Comitè Permanent de l'Assemblea Popular Nacional.
- Wang Huning (nascut el 1955), abans membre de 5è rang del PSC i primer secretari del Secretariat del PCX, s'espera que Wang succeeixi a Wang Yang com a president de la Conferència Consultiva Política del Poble Xinès. Vist com un assessor proper de Xi, es considera que està darrere dels conceptes ideològics de Xi i dels anteriors secretaris generals del Partit, Jiang Zemin i Hu Jintao.
- Cai Qi (nascut el 1955): servint com a secretari del Partit Comunista de Pequín des del 2017, Cai es va convertir en el primer secretari del Secretariat del PCX. Es considera un aliat proper a Xi.
- Ding Xuexiang (nascut el 1962): va ser director de l'Oficina General del PCX, Ding havia estat cap de gabinet de Xi des del 2017. És un aliat proper de Xi i s'espera que succeeixi a Han Zheng com a primer viceprimer ministre.
- Li Xi (nascut el 1956): és secretari del Partit Comunista de Guangdong des del 2017, Li es va convertir en el secretari del CCID succeint a Zhao Leji. Es considera que té connexions amb Xi.

## Hu Jintao
A la cerimònia de clausura del 22 d'octubre de 2022, Hu Jintao, l'antic secretari general del PCX i l'anterior president de la Xina, que havia estat assegut al costat de Xi, va ser convidat a marxar del seu seient i escortat fora de la sala per dos homes acreditats. Segons els periodistes de l'Agence France-Presse, Hu "inicialment semblava reticent a marxar". Xi Jinping, però, no semblava gaire preocupat, però Li Zhanshu i Wang Huning, tots dos asseguts a l'esquerra de Hu, sí que ho semblaven.
Aquest incident es va produir abans de la votació del Congrés de l'informe del 19è Comitè Central, l'informe de treball de la 19ena Comissió Central d'Inspecció de Disciplina i una esmena a la Constitució del Partit. Hu va estar absent durant la votació a causa d'aquest incident. Els resultats de les votacions oficials posteriors van mostrar que totes les propostes van ser aprovades per unanimitat sense abstencions ni vots negatius. El 20è Comitè Central també fou elegit el mateix dia; Xi Jinping i Wang Huning estaven entre els membres del nou Comitè Central, mentre que Li Keqiang, Li Zhanshu i Wang Yang no.
L'agència de notícies estatal Xinhua, l'agència de premsa oficial de la Xina, va declarar a Twitter que "Quan [Hu] no es trobava bé durant la sessió, el seu personal, per la seva salut, el va acompanyar a una habitació al costat del lloc de la reunió per descansar. Ara, està molt millor."
Les imatges posteriors publicades el 25 d'octubre per Channel News Asia graven una aparent discussió entre Hu i Li Zhanshu sobre uns documents oficials sobre la taula, just abans que Xi demanés la seva destitució. Ningú va poder dir què eren aquests documents. L'incident no es va retransmetre a la Xina i els noms de Hu i del fill d'Hu van ser bloquejats pels censors xinesos.

### Anàlisis
James Palmer, editor adjunt de Foreign Policy, va interpretar que l'incident era polític i va suggerir que podria haver estat intenció de Xi "humiliar deliberadament i pública el seu predecessor". Xi havia estat molt crític en els seus discursos anteriors, on argumentava que "la direcció del partit s'havia debilitat, desdibuixat, diluït i marginat" abans del seu lideratge.
The Economist, al seu torn, va dir que tot i que és possible que l'acte fos deliberat, és més probable que Hu no es trobés bé, i va afirmarque l'esdeveniment "semblava coherent amb un episodi sobtat de confusió mental".
Jude Blanchette, expert del Centre d'Estudis Estratègics i Internacionals, va dir que l'esdeveniment "no va semblar una purga", mentre que Bill Bishop, un expert de la Xina, va assenyalar que la televisió estatal xinesa no mostraria Hu a les notícies de l'esdeveniment si hagués estat purgat.

## Reaccions

### Taiwan
Poc després del discurs d'obertura de Xi Jinping en què va afirmar que la República Popular de la Xina mai renunciaria a l'opció de dur a terme operacions militars a Taiwan, l'Oficina del President de Taiwan va emetre un comunicat en què va dir que no comprometria ni la seva sobirania ni la democràcia.

### Mercats de valors
Les accions relacionades amb empreses xineses van patir importants pèrdues el 24 d'octubre, amb l'índex Hang Seng caient un 6%, la seva pitjor caiguda diària des de la crisi financera del 2008. La Borsa de Xangai només va caure un 2% després de la reunió. El renminbi va caure fins a 7,31RMB per dòlar. L'Índex Golden Dragon China, un índex de múltiples companyies xineses que cotitzen a les borses estatunidenques, va caure un 14% en la seva pitjor caiguda diària des del 2004, abans de recuperar-se parcialment un dia després.